# باكيتو
باكيتو (بالفرنسية: Pakito)‏, هو الاسم المستعار للدي جي الفرنسي جوليان رانويل. أصبح معروفا بهذا الاسم بفضل أغنيته الأولى Living On Video من نوع Trans-X
تم إصدار ألبومه الأول Video في الثامن من نونبر 2006 في الولاياة المتحدة الأمريكية.

## ألبوم
2006 Video

## أغانيه
| السنة | الأغنية          | الترتيب في فرنسا | الترتيب في إسبانيا |
| ----- | ---------------- | ---------------- | ------------------ |
| 2006  | Living On Video  | 1                | 1                  |
| 2006  | Moving On Streio | 5                | 6                  |
| 2007  | Are U Ready      | 2                | -                  |

## الريميكسات التي قام بها
- 2006: David Kane - Club Sound
- 2006: Eliess - Don't Stop Till You Get Enough
- 2007: 2 Touch - Blue Monday
- 2008: The Riddle - Karlux Produit par Pakito